# Municipis del Cantó de Nidwalden

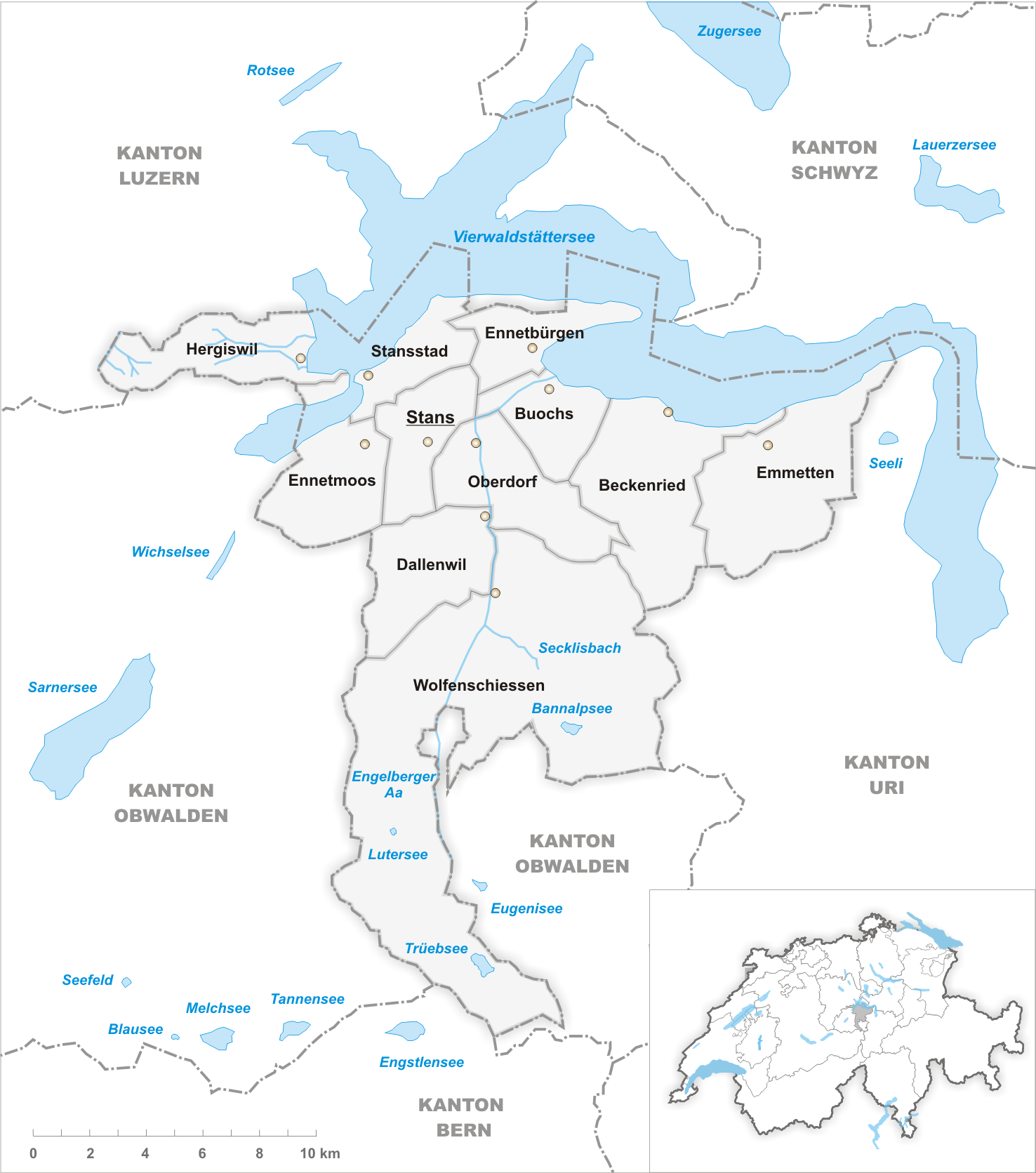
Municipis del cantó de Nidwalden el 2007

Els Municipis del cantó de Nidwalden (Suïssa) són 11 i no s'agrupen en cap districte, a diferència de molts altres cantons suïssos.

## Municipis
| Nom                      | Número SFOS | Població (2007) | Superfície (km²) | Densitat(hab./km²) |
| ------------------------ | ----------- | --------------- | ---------------- | ------------------ |
| Beckenried               | 1501        | 3126            | 24.22            | 129.07             |
| Buochs                   | 1502        | 5273            | 9.95             | 529.95             |
| Dallenwil                | 1503        | 1771            | 15.47            | 114.48             |
| Emmetten                 | 1504        | 1206            | 24.93            | 48.38              |
| Ennetbürgen              | 1505        | 4174            | 9.33             | 447.37             |
| Ennetmoos                | 1506        | 1973            | 14.07            | 140.23             |
| Hergiswil                | 1507        | 5374            | 14.31            | 375.54             |
| Llac dels Quatre Cantons | 9184        | 0               | 34.40            | 0.00               |
| Oberdorf                 | 1508        | 3075            | 16.25            | 189.23             |
| Stans                    | 1509        | 7583            | 11.09            | 683.77             |
| Stansstad                | 1510        | 4482            | 9.11             | 491.99             |
| Wolfenschiessen          | 1511        | 1975            | 92.77            | 21.29              |
| Total                    |             | 40012           | 276              | 145.02             |